# Kratkokljuni zovoj
Kratkokljuni zovoj (Aphrodroma brevirostris ili Lugensa brevirostris) je jedina vrsta roda Aphrodroma (Lugensa). Morska je ptica i sive je boje. Duga je 36 cm, a teška 357 g. Raspon krila je 80-82 cm. Gnjezdišta su joj udaljeni oceanski otoci na jugu južne polutke. Hrani se glavonošcima, ribama i rakovima. Nije potpuno ugrožena vrsta, a prijetnja su joj mačke, štakori i veliki grabežljivi galebovi.

## Razmnožavanje
Kao sve vrste ove porodice, i ova vrsta gnijezdi se u velikim kolonijama, vraća se vjerno uvijek na isto gnjezdište gdje se i sama izlegla, i njeguje monogamni odnos s partnerom dugi niz godina. 
Ove ptice se gnijezde u udubinama ili plitkim jamama koje su najčešće u zavjetrini. Gnijezdi se u listopadu. Jaja su bijela i, za porodicu kojoj pripada, neuobičajeno okrugla. Ženka polaže jedno jaje na kojem leže oba roditelja, iz kojeg se mlado izlegne za 46-51 dana. Sposobno je za letenje nakon 59-62 dana.

## Taksonomija
Vrsta je bila opisana kao "taksonomski prilično čudnovata", i bila je dugo vremena smještena u rod Pterodroma, dok 1942. nije izdvojena u zaseban rod Aphrodroma (ili Lugensa). Rod nije bio opće prihvaćen do 1985. kad je podržan naknadnim istraživanjima. Još uvijek se raspravlja o njihovom položaju unutar cjevonoski, dok ih studija iz 1998. smješta u blizinu roda Bulweria.

## Vanjske poveznice
|  | Zajednički poslužitelj ima još gradiva o temi Aphrodroma brevirostris |
|  | Wikivrste imaju podatke o taksonu Aphrodroma brevirostris             |

- Poštanske marke sa slikom Aphrodroma brevirostris